# Czarny Lud
Czarny Lud lub Kto się boi Czarnego Luda? – zabawa ruchowa przeznaczona dla dzieci. Gra została opisana przez Johanna Christopha Friedricha GutsMuthsa w 1796 roku.

## Przebieg zabawy
Gracz, który gra rolę „Czarnego Luda” stoi po jednej stronie pola gry, pozostali – po drugiej.
Czarny Lud zadaje pytanie: „Kto się boi Czarnego Luda?" Grupa odpowiada: „Nikt!” Czarny Lud na to odpowiada: „A jeśli jednak przyjdzie?" Grupa odpowiada: „To mu uciekniemy!".
I wszyscy z grupy biegną na drugą stronę najszybciej, jak potrafią. Czarny Lud biegnie w przeciwnym kierunku, próbując przy tym złapać graczy. Kogo dotknie Czarny Lud, ten dołącza do jego drużyny i pomaga mu łapać resztę uczestników zabawy.
Wymiana pytanie-odpowiedź powtarza się i znowu gracze biegną na drugą stronę, łapiąc innych po drodze. Ostatni złapany gracz jest nowym Czarnym Ludem.

## Czarny Lud
Niemiecka zabawa Kto się boi Czarnego Luda? znana jest również w Polsce. Zabawa związana jest z bliską mieszkańcom Niemiec postacią czarnego luda, która miała być postrachem dzieci. Nazwę tę powiązuje się również z czarną śmiercią, czyli dżumą.